# Гриндејл (Мисури)
Гриндејл (енгл. Greendale) град је у америчкој савезној држави Мисури.

## Демографија
По попису из 2010. године број становника је 651, што је 71 (-9,8%) становника мање него 2000. године.
| Група             | 2000.       | 2010.       |
| Белци             | 227 (31,4%) | 181 (27,8%) |
| Афроамериканци    | 465 (64,4%) | 446 (68,5%) |
| Азијати           | 0 (0,0%)    | 5 (0,8%)    |
| Хиспаноамериканци | 8 (1,1%)    | 12 (1,8%)   |
| Укупно            | 722         | 651         |